# Anchorage Northern Knights
Los Anchorage Northern Knights fueron una franquicia de baloncesto estadounidense que jugó en la Continental Basketball Association entre 1977 y 1982. Tenían su sede en Anchorage, en el estado de Alaska.

## Historia
El equipo se fundó en 1977, y fue conocido en su época por ser el más alejado del deporte profesional estadounidense del resto de competidores, a casi 5.000 kilómetros del destino más cercano. En sus dos primeras temporadas hicieron dos viajes en cada una de ellas para disputar sus partidos fuera de casa, aprovechando para jugar contra todos los equipos desplazándose en autobús. En su primera temporada en la competición, todavía conocida como Eastern Basketball Association, lideraron la División Oeste con 24 victorias y 7 derrotas, cayendo en la lucha por el título en semifinales ante los Lancaster Red Roses.
Al año siguiente, ya con la denominación de Continental Basketball Association, alcanzaron por primera vez las finales, cayendo ante los Rochester Zeniths por un contundente 4-0. Pero en 1980 se tomarían la revancha, repitiendo rival en las finales, derrotándolos por 4-3. Al término de la temporada 1981-82 desaparecerían definitivamente.

## Temporadas
| Año     | Liga | Récord | Temporada regular | Playoffs                |
| ------- | ---- | ------ | ----------------- | ----------------------- |
| 1977/78 | EBA  | 24–7   | 1º, Western       | Semifinales             |
| 1978/79 | CBA  | 27–22  | 2º, Northern      | Finales                 |
| 1979/80 | CBA  | 29–16  | 2º, Northern      | Campeones               |
| 1980/81 | CBA  | 25–17  | 2º, Western       | Semifinales de División |
| 1981/82 | CBA  | 14–32  | 4º, Western       | No se clasificó         |

## Jugadores destacados
- Brad Davis, Debutante del Año de la CBA 1978-79.
- Ron Davis, MVP de la CBA 1979-80.
- Brad Branson
- James Hardy